# Dubem Amene
Dubem Amene (* 10. November 2002 in Farmington Hills, Michigan) ist ein nigerianischer Sprinter, der sich auf den 400-Meter-Lauf spezialisiert hat.

## Sportliche Laufbahn
Dubem Amene studiert seit 2020 an der University of Michigan und startete 2021 über 400 Meter bei den U20-Weltmeisterschaften in Nairobi und schied dort mit 47,50 s in der ersten Runde aus. Zudem belegte er mit der nigerianischen 4-mal-400-Meter-Staffel in 3:07,19 min den vierten Platz. Im Jahr darauf erreichte er bei den Weltmeisterschaften in Eugene in der Mixed-Staffel das Finale und belegte dort in 3:16,21 min den sechsten Platz. Anschließend schied er bei den Commonwealth Games in Birmingham im Halbfinale über 400 Meter aus. Bei den World Athletics Relays 2024 in Nassau sicherte er der nigerianischen 4-mal-400-Meter-Staffel einen Startplatz bei den Olympischen Spielen in Paris. Anschließend belegte er bei den Afrikameisterschaften in Douala in 46,27 s den siebten Platz über 400 Meter und gelangte im Staffelbewerb mit 3:02,93 min auf Rang vier. Im August wurde er bei den Olympischen Sommerspielen in Paris mit der Staffel im Vorlauf disqualifiziert.
2024 wurde Amene nigerianischer Meister im 400-Meter-Lauf.

## Persönliche Bestzeiten
- 200 Meter: 20,96 s (−0,4 m/s), 10. Mai 2024 in Ann Arbor
  - 200 Meter (Halle): 21,29 s, 15. Januar 2022 in Ann Arbor
- 400 Meter: 45,36 s, 2. Juni 2024 in Windsor
  - 400 Meter (Halle): 45,75 s, 9. Februar 2024 in Clemson